# Гуадзалока, Джорджо
Джорджо Гуадзалока (итал. Giorgio Guazzaloca; 6 февраля 1944, Бадзано, Эмилия-Романья — 26 апреля 2017, Болонья) — итальянский политик, мэр Болоньи (1999—2004).

## Биография
Родился 6 февраля 1944 года в Баццано, работал мясником, как и его отец.
Возглавлял национальную ассоциацию мясников, с 1985 по 1999 год являлся президентом болонского отделения Confcommercio, с 1986 по 1999 год одновременно возглавлял её региональное отделение в Эмилии-Романье, а с 1987 по 1995 год состоял вице-президентом Confcommercio. С 1991 по 1998 год возглавлял болонскую Торгово-промышленную, ремесленную и сельскохозяйственную палату.
13 июня 1999 года пошёл на коммунальные выборы в Болонье во главе правоцентристской коалиции, основу которой составили гражданский список сторонников Гуадзалока, Вперёд, Италия и Национальный альянс. Этот блок победил во втором туре голосования с результатом 50,69 % (в первом туре его поддержали 41,53 % избирателей).
1 июля 1999 года вступил в должность мэра Болоньи, став первым в истории города со времён Второй мировой войны главой администрации, не принадлежащим к левым силам. Это событие вышло далеко за рамки события местного масштаба, став под мемом «падения болонской стены» (по аналогии с политическим эффектом падения стены Берлинской) международной сенсацией, публикации о которой появились в ведущих газетах разных стран мира, вплоть до The New York Times.
12 июня 2004 года новые выборы принесли Гуадзалоке, возглавившему коалицию почти в том же составе, что и в 1999 году, поражение уже в первом туре от левого блока Серджо Кофферати, заручившегося поддержкой 55,92 % избирателей (на стороне Кофферати выступали Левые демократы, Федерация зелёных, Партия коммунистического возрождения, Партия итальянских коммунистов, блок Ди Пьетро — Оккетто и другие).
В 2009 году предпринял попытку вернуться к власти, пойдя на выборы уже во главе исключительно гражданского списка своих сторонников, без поддержки правых, но по итогам голосования не смог даже выйти во второй тур. В 2011 году поддержал другого независимого кандидата — Стефано Альдрованди (Stefano Aldrovandi), но тот также оказался весьма далёк от успеха.

## Труды
- Giorgio Guazzaloca. Mi ricordo…. — Airplane, 2013. — ISBN 978-8883726231.